# Aseptis cara
Aseptis cara är en fjärilsart som beskrevs av Barnes och Mcdunnough 1912. Aseptis cara ingår i släktet Aseptis och familjen nattflyn. Inga underarter finns listade i Catalogue of Life.